# Oligia bridghamii
Oligia bridghamii är en fjärilsart som beskrevs av Augustus Radcliffe Grote och Robinson 1866. Oligia bridghamii ingår i släktet Oligia och familjen nattflyn. Inga underarter finns listade i Catalogue of Life.